# Implizite Persönlichkeitstheorie
Eine implizite Persönlichkeitstheorie (IPT) ist ein Schema, von dem Personen unbewusst beim Umgang mit anderen Menschen bei deren Beurteilung ausgehen. 
Analog zu wissenschaftlichen Persönlichkeitstheorien enthält diese folgende Elemente:
1. Welche beobachtbaren Merkmale und Verhaltensweisen sind relevant (z. B. Geschlecht, Alter, Hautfarbe, Umgangsformen, Ausbildung, regionale Herkunft, Sternzeichen etc.)?
2. Welche Rückschlüsse können aus diesen Beobachtungen gezogen werden (introvertiert/extrovertiert, ehrlich/unehrlich, aggressiv/sanft, …)?
3. Wie werden die so erschlossenen Ergebnisse bewertet (sympathisch, kompetent, vertrauenswürdig, …)?

Jeder entwickelt im Laufe seiner Sozialisation individuell spezifische IPT. Das Thema wird in der Psychologie im Bereich der Persönlichkeits- und differentiellen Psychologie sowie der Sozialpsychologie (hier: „Social Cognition“) und der pädagogischen Psychologie (Dweck) untersucht.
IPT haben wie stereotype Urteile eine entlastende Funktion im Sozialverhalten. Sie dienen als Orientierungshilfe und schaffen einen Bezugsrahmen für das Verhalten gegenüber anderen (insbesondere fremden) Menschen. Somit hat etwa der „Erste Eindruck“ in der interpersonellen Wahrnehmung (social perception) massive Entlastungsfunktion: Bei der Begegnung mit Fremden besteht eine soziale Spannung, die dadurch reduziert werden kann, dass – ausgehend von beobachtbaren Merkmalen wie Kleidung, Sauberkeit, höfliches Agieren, ordentliche Erscheinung – auf weitere Merkmale geschlossen wird, die nicht beobachtbar sind, z. B. Ehrlichkeit, Intelligenz,… (→ Halo-Effekt als Verfälschungstendenz in der Personenwahrnehmung). Durch den Perseveranzeffekt beeinflussen diese ersten Eindrücke den Beobachter nachhaltig.
Implizite Persönlichkeitstheorien beruhen auf Erfahrungen und daraus resultierenden Erwartungen; sie sind also nicht völlig willkürlich, sondern ein Ergebnis des Erfahrungslernens. Sie wirken in der Regel bzw. zum überwiegenden Teil unbewusst, die Reflexion dieser Kriterien unterliegt den gleichen Beschränkungen wie jede Selbstreflexion. Hierin liegt auch die Gefahr: Die Wahrnehmung der Persönlichkeit einer (fremden) Person kann durch solche stillschweigenden Annahmen stark beeinflusst werden und zu Schlüssen führen, die auf Grundlage anderer IPTs nicht gegeben wären (Beurteilungsfehler). Dabei besteht insbesondere die Gefahr der Diskriminierung anderer Personen durch Vorurteile sowie die Möglichkeit einer „selbsterfüllenden Prophezeiung“.